# Susan Vane-Tempest
Pour les articles homonymes, voir Vane-Tempest, Vane (homonymie) et Tempest.
Susan Charlotte Catherine Pelham-Clinton (7 avril 1839 - 6 septembre 1875) est une aristocrate britannique qui est la demoiselle d'honneur de la princesse Victoria du Royaume-Uni à l'occasion son mariage en 1858 avant de devenir la maitresse du roi Édouard VII en 1864 alors que celui-ci est encore prince de Galles. De cette liaison serait né un enfant illégitime.

## Biographie

### Jeunesse
Susan Vane-Tempest est la fille de Henry Pelham-Clinton, 5e duc de Newcastle, et de Susan Hamilton. Sa fratrie compte deux garçons et trois filles dont Arthur Pelham-Clinton qui est impliqué dans le scandale Boulton-Park en 1870. 
En 1850, Henry Clinton entame une procédure de divorce après que sa femme s'est enfuie avec l'un de ses amants. Elle se remarie en 1860 avec le Belge Jean Alexis Opdebeck. 
Le 25 janvier 1858, Susan tient le rôle de demoiselle d'honneur lors du mariage de la princesse Victoria du Royaume-Uni avec le futur empereur allemand Frédéric III au sein du palais Saint James. L'évènement est immortalisé par le peintre John Phillip.

### Mariage
Le 23 avril 1860, Susan Pelham-Clinton épouse Adolphus Vane-Tempest (né le 2 juillet 1825). Alcoolique et mentalement instable, il est décrit par la reine Victoria comme ayant une « tendance naturelle à la folie ». Vane-Tempest meurt le 11 juin 1864, le couple ayant un fils, Francis Adolphus Vane-Tempest (4 janvier 1863 - 10 décembre 1932). Susan et son fils auraient été battus à de multiples reprises par Adolphus.

### Liaison avec le prince de Galles
Susan Vane-Tempest devient la maitresse du prince de Galles (futur Édouard VII) quelques mois après la mort de son mari. L'auteur John Van der Kiste prétend que celle-ci serait tombée enceinte du prince en 1871. Sa grossesse, cachée au public, aurait été annoncée à Édouard par un proche ami de Susan. Elle aurait accouché à Ramsgate à la fin de l'année 1871 puis l'identité de l'enfant aurait été gardée secrète. Elle n'aurait rien révélé de sa maternité et ce jusqu'à sa mort le 6 septembre 1875 à l'âge de 36 ans.